# Szymon Słowik
Szymon Słowik (ur. 20 maja 1974 w Żywcu, zm. 26 lutego 2008 w Szarana w prowincji Paktika w Afganistanie) – polski wojskowy, kapral Wojska Polskiego, poległ podczas wykonywania zadania bojowego w czasie II zmiany Polskiego Kontyngentu Wojskowego w Afganistanie, pośmiertnie awansowany na stopień starszego kaprala.

## Życiorys
Szymon Słowik urodził się 20 maja 1974 r. w Żywcu. Ukończył Szkołę Podstawową w Żabnicy. Absolwent Technikum Mechaniczno-Elektrycznego w Żywcu. Udzielał się społecznie, był harcerzem. Był synem Marii Słowik, jeszcze do niedawna sołtysa Żabnicy.

### Przebieg służby wojskowej
26 stycznia 1995 r. rozpoczął służbę wojskową w Centrum Szkolenia Marynarki Wojennej w Ustce. Od 11 kwietnia 1995 r. do 24 kwietnia 1996 r. pełnił obowiązki elektryka okrętowego w Grupie Okrętów Rozpoznawczych (JW 4118) w Gdyni. 24 kwietnia 1996 r. został przeniesiony do rezerwy. 1 września 2005 r. powrócił do służby jako elew Szkoły Podoficerskiej Wojsk Lądowych w Poznaniu i 2 września 2006 r. po jej ukończeniu, jako kapral zawodowy otrzymał przydział służbowy do 2 kompanii szturmowej 16 batalionu powietrznodesantowego w Krakowie na stanowisko dowódcy drużyny. Służba w II zmianie PKW w Afganistanie była pierwszą jego misją zagraniczną.

### Śmierć, pochówek, upamiętnienie
Żołnierze jadąc w konwoju, w tym dowódca drużyny kapral Szymon Słowik, wracali z jednej z afgańskich wiosek prowadząc pomoc w akcji humanitarnej „Zimowy Wiatr” dla ludności cywilnej. Na 4 kilometry na południe od bazy Szarana, pojazd typu HMMWV, którym się przemieszczał, najechał na minę-pułapkę (improwizowane urządzenie wybuchowe – IED). Zginął 26 lutego 2008 r. ok. godz. 19:15 czasu lokalnego (15:45 polskiego). W wyniku tego wybuchu zginął także st. szer. Hubert Kowalewski z 10 Brygady Kawalerii Pancernej w Świętoszowie. 29 lutego 2008 r. odbyły się uroczystości pogrzebowe starszego kaprala Szymona Słowika w kościele Matki Bożej Częstochowskiej w Żabnicy. Został pochowany na miejscowym cmentarzu. Miał 33 lata, zostawił żonę Barbarę oraz dwóch synów, Andrzeja i Michałka. Pośmiertnie został awansowany do stopnia starszego kaprala i odznaczony przez prezydenta RP Lecha Kaczyńskiego Krzyżem Kawalerskim Orderu Krzyża Wojskowego oraz odznaczony Brązową Gwiazdą przez Siły Zbrojne Stanów Zjednoczonych. 10 marca 2012 r. odsłonięto w kościele M.B. Częstochowskiej w Żabnicy tablicę pamiątkową poświęconą śp. st. kpr. Szymonowi Słowikowi. 4 października 2013 r. w 16 batalionie powietrznodesantowym w Krakowie odbyła się uroczystość odsłonięcia tablicy z nazwą Placu st. kpr. Słowika. 28 lutego 2021 r. dla upamiętnienia st. kpr. Szymona Słowika spadochroniarze z 16 batalionu powietrznodesantowego zorganizowali wydarzenie sportowe: crossfitowy, trwający 26 minut intensywny trening HERO WOD „Słowik” (nazwa ta jest połączeniem angielskiego słowa hero (bohater) oraz skrótu od Workout Of the Day, czyli trening dnia).

## Awanse
- kapral – 2006[4]

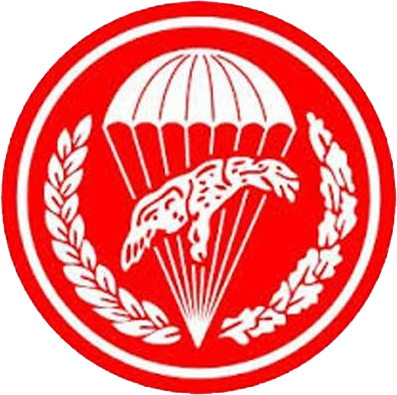
Służba w 16 bpd (2006–2008)

- starszy kapral – 2008 (pośmiertnie)[4]

## Ordery, odznaczenia i wyróżnienia
- Krzyż Komandorski Orderu Krzyża Wojskowego – 2008 (pośmiertnie)[1]
- Brązowa Gwiazda – 2008 (pośmiertnie)[1]
- uhonorowany pośmiertnym wpisem do Księgi Honorowej Ministra Obrony Narodowej – 2008 (pośmiertnie)[5]
- Odznaka Skoczka Spadochronowego Wojsk Powietrznodesantowych – 2007

i inne